# برايس بينيت
برايس بينيت (بالإنجليزية: Bryce Bennett)‏ هو متزحلق جبال الألب أمريكي، ولد في 14 يوليو 1992 في تروكي في الولايات المتحدة.

## وصلات خارجية
- برايس بينيت على موقع الاتحاد الدولي للتزلج (التزلج على المنحدرات الثلجية) (الإنجليزية)
- برايس بينيت على موقع أوليمبيديا (الإنجليزية)
- برايس بينيت على موقع اللجنة الأولمبية والبارالمبية الأمريكية (الإنجليزية)